# Лема
 Тази статия е за математическото понятие.  За лема в езикознанието вижте лема (лингвистика).  
Лема в математиката е доказано твърдение, което се използва като база за други заключения. Би могло да се разглежда и като малка теорема. Много велики постижения в математиката са известни като леми: Лема на Цорн, Лема на Гаус, Лема на Накаяма и др. Гръцката дума лема (λημμα) означава „приемане“.